# Rádio Universitária do Minho
A Rádio Universitária do Minho foi fundada nos anos 90 em Braga, mantendo-se no ar em 97,5 FM.